# 法徳寺 (世田谷区)
法徳寺（ほうとくじ）は、東京都世田谷区瀬田一丁目にある浄土宗の寺院。東京都港区芝にある西応寺の末寺。

## 歴史
弘治年間（1555年 - 1558年）ころに、足利義明家臣の白井五郎兵衛重安が開基した。
1851年（嘉永4年）に、大塚貞三郎が芝光塾（芝光堂）という寺子屋が開いた。芝光塾（芝光堂）は小学校が開校される明治初期まで続いた。

## 境内
筆塚
芝光塾（芝光堂）を開いた大塚貞三郎の頌徳碑として、1881年（明治14年）に門人たちによって建てられた。
江利チエミの墓
昭和時代に活躍した歌手の江利チエミの墓で、楽譜が刻まれた碑がある。

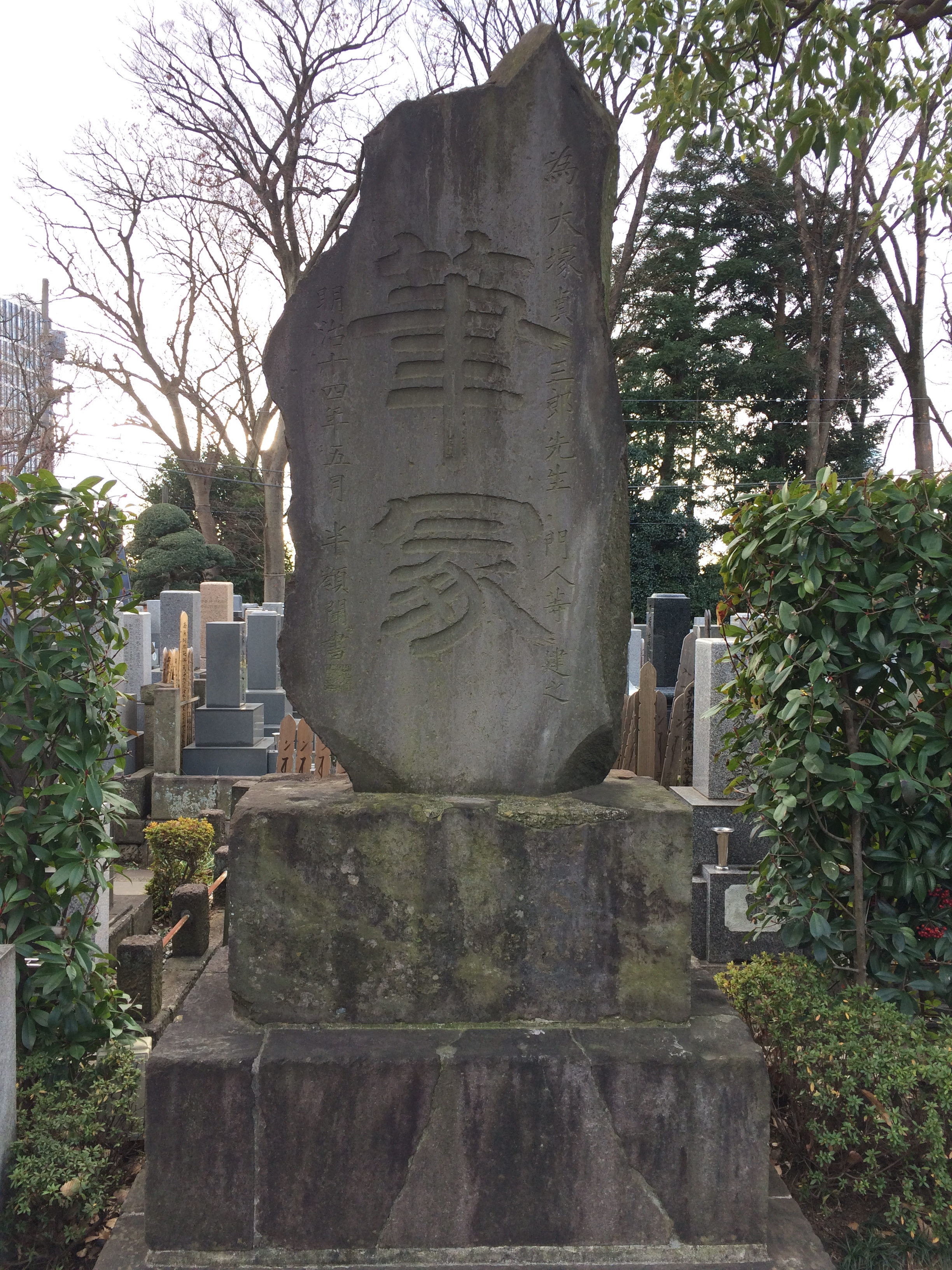
筆塚
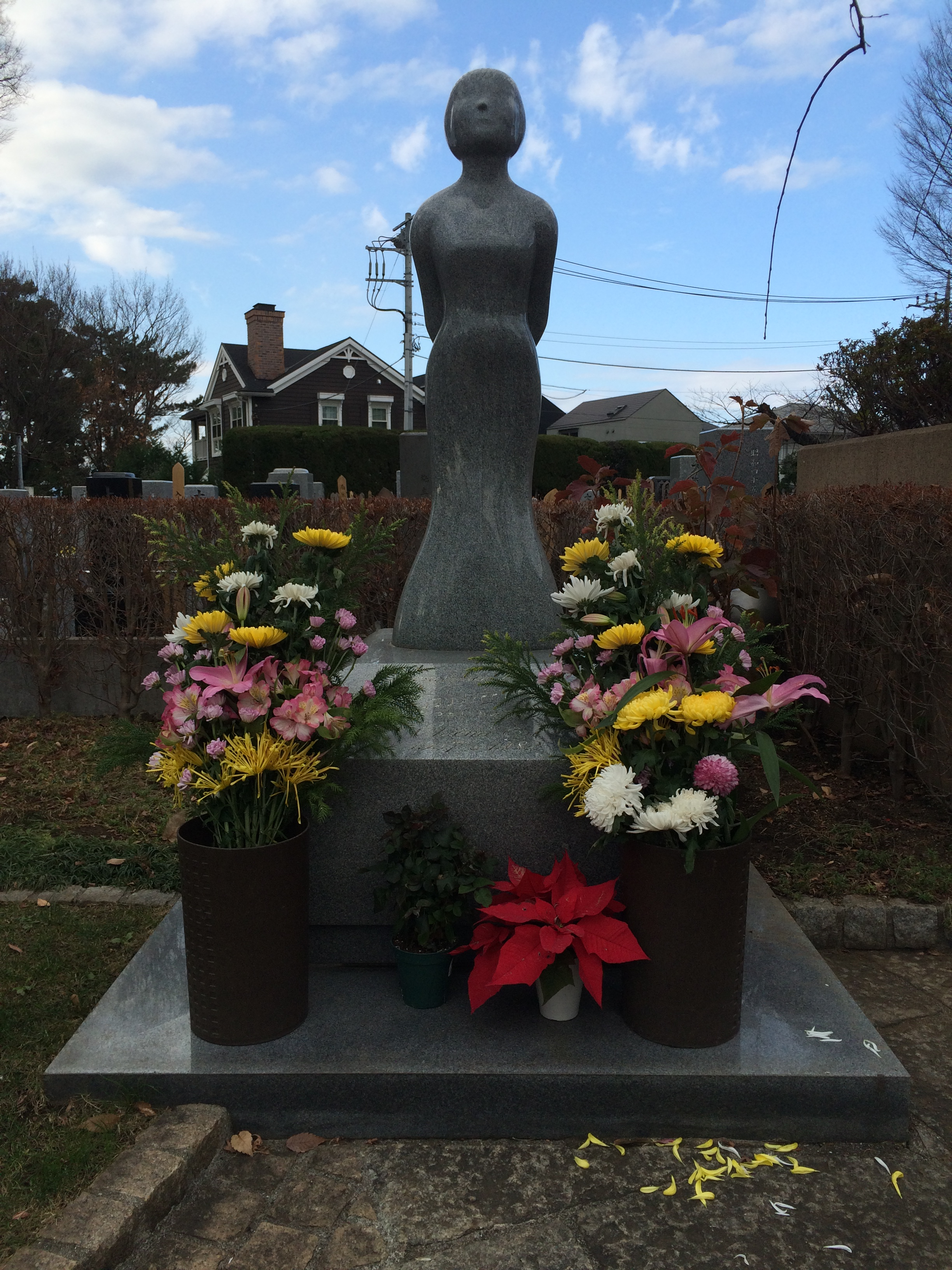
江利チエミの墓

## 文化財
江戸時代に作られた阿弥陀如来立像が本尊である。
その他に、十一面観音菩薩立像、地蔵菩薩立像、誕生釈迦仏立像がある。

## 年中行事
- 5月11日 - 大施餓鬼会
- 7月13日 - 盂蘭盆会（うらぼんえ）
- 11月11日 - お十夜会法要・人形供養祭
- 12月31日-1月1日 - 法徳寺ゆく年くる年・お焚き上げ供養
- 春分の日、秋分の日 - 彼岸法要
- 毎月第一日曜日 - お経の会

出典:

## 交通アクセス
鉄道
東急田園都市線・大井町線　二子玉川駅下車 徒歩8分